# Eiteljorg-ösztöndíj
Az Eiteljorg-ösztöndíj (angolul Eiteljorg Fellowship) rangos művészeti ösztöndíj, amelyet az Eiteljorg Múzeum kínál az amerikai őslakos művészek számára, célja, hogy támogassa a kortárs indián művészetek fejlődését és elismertségét. Az ösztöndíjat évente több művész is megkapja, akik különböző médiumokban alkotnak, beleértve a festészetet, szobrászatot, textilművészetet és egyéb tradicionális vagy modern művészeti formákat. Az ösztöndíj célja, hogy bemutassa a művészek egyedülálló látásmódját és hozzájárulásukat az amerikai őslakos kultúrák és hagyományok megőrzéséhez.

## Története
Az Eiteljorg Múzeum 1989-ben alapította meg az Eiteljorg Fellowship programot, hogy elismerje és támogassa az amerikai őslakos művészek munkáját. Az ösztöndíj névadója, Eiteljorg család, akik az alapítást támogatták, számos jelentős művészeti projektet és gyűjteményt hoztak létre az amerikai őslakos kultúrák ápolására. Az ösztöndíj története szorosan összefonódik a múzeum küldetésével, amely az őslakos művészetek és kultúrák megőrzésére és népszerűsítésére összpontosít.
A program az alapítástól kezdve jelentős változásokon ment keresztül, de mindig a célja maradt az, hogy a művészeknek anyagi és szakmai támogatást biztosítson, amely segíti őket abban, hogy folytathassák munkájukat és fejleszthessék művészetüket. Az ösztöndíjat évente osztják ki, és a választott művészek pénzügyi támogatást kapnak, hogy új alkotásokat hozzanak létre, valamint részt vegyenek különböző művészeti programokon és eseményeken.